# Chiesa di San Francesco (Cascia)
La chiesa di San Francesco di Cascia fu edificata nel 1424, sui resti di una chiesa del 1200. La facciata è caratterizzata dal grande portone sormontato da un affresco del XV secolo e dal rosone.
Al suo interno troviamo decori e stucchi del XVIII secolo, un coro ligneo trecentesco e numerose pitture, tra cui una Ascensione di Niccolò Pomarancio.